# Cừu Cotswold
Cừu Cotswold là một giống cừu có nguồn gốc từ cừu nhà ở các đồi Cotswold của vùng trung du miền nam nước Anh. Đây là một giống cừu kiêm dụng, sử dụng cung cấp cả thịt cừu và len. Trong lịch sử, giống cừu này đã được giới thiệu đi nhiều nước trên Thế giới. Năm 2009, giống cừu lấy lên lâu đời này tương đối hiếm gặp, và được phân loại là "thiểu số" theo một Hiệp hội giống ở Anh. Chúng được đánh giá là giống cừu len dày và cho len có chất lượng, những con cừu cái có khả năng tiết nhiều sữa để nuôi con. 

## Lịch sử

### Tại Hoa Kỳ
Tại Hoa Kỳ, vào năm 1831, giống cừu này lần đầu tiên được giới thiệu tại Hoa Kỳ bởi Christopher Dunn tại Albany, New York. Hồ sơ nhập khẩu của cừu Cotswold chỉ mang tính chung nhất trở lại thời kỳ đó. Trong khi Christopher Dunn nhập khẩu chỉ có một con cừu đực Cotswold lai với con cừu cái cừu Leicester Anh của mình, kết quả lai tạo đã rất ấn tượng mà họ nhắc cho William Henry Sotham (cấp vốn bởi Hon. Erastus Corning, cũng của Albany) để thực hiện các vụ nhập khẩu lớn của cừu Cotswold từ đàn William, một thợ đốn cây của Northleach, Gloucestershire, Anh. Một đóng góp sớm để đàn cừu này phát triển ở Mỹ là Charles Barton Flock, của Fyfield, Bắc Leach, Anh, mà chủ nhân có hồ sơ gia phả của Cotswold ít nhất là năm 1640.
Tương tự như các giống cừu lông dài khác, cừu Cotswold thường được sử dụng để lai trong thời gian ngắn. Vào năm 1914 hơn 760.000 cá thể đã được ghi nhận tại Hoa Kỳ và Canada. Giống cừu này được xem như là một cách để cải thiện thêm chiều dài chủ yếu là các giống khác trong khi không làm giảm kích thước của thân thịt hoặc độ dày của len. Lý do chính cho sự phổ biến của nó trên các giống cừu lấy lông khác ở Mỹ là bởi vì nó không đòi hỏi chế độ ăn uống cầu kỳ (nói cách khác, một lượng lớn các hạt) để cho tốc độ tăng trưởng tốt.
Theo cuốn sách: Sheep! một cuốn sách biên tập tạp chí Nathan Griffith về sự thành công giống Cừu: A Better Ewe & Big Bucks, người đại diện ghi nhận lớn nhất của giống cừu Cotswold ở Mỹ là Pride Broadfield, thuộc sở hữu của Charles trong những năm 1870. Giống cừu này được sinh ra vào năm 1870 trên trang trại của William Lane ở Gloucestershire, Anh, và đã đạt được trọng lượng khổng lồ 445 lbs. Một số thời gian một năm, cừu đực đạt trọng lượng 280-300 lbs vào lúc một tuổi.
Cừu Cotswold đen: Năm 1989, một giống chó cừu biệt đã được công nhận ở Mỹ, là cừu Cotswold đen nhưng không phải ở Anh. Trong năm đó một hiệp hội giống mới đã được hình thành Hội nuôi cừu Cotswold đen để hỗ trợ người chăn nuôi trong việc truyền bá các giống cừu đen Cotswold. Giống cừu đen này có thể được chấp nhật với bất kỳ màu sắc, bao gồm trắng nếu nó liên quan đến con cừu đen Cotswold không được công nhận hoặc được nuôi ở Vương quốc Anh. Trong hơn 130 năm đăng ký cừu Cotswold, không có con chiên đã đăng ký với Hiệp hội Mỹ đã hậu duệ của tổ tiên lông màu.

### Tại Anh
Cừu Cotswold có hiện diện kể từ những ngày của Drayton và Camden ở Anh (khoảng cuối thế kỷ 16 đến đầu thế kỷ 17) được ghi nhận như thường có một len màu hơi vàng, màu tối đã được ghi nhận như là cực kỳ hiếm. Đặc điểm này đã cho họ biệt danh của tên gọi Giống cừu lông vàng. Một số thời gian trước đây có ghi nhận cừu đen "Cotswolds", lịch sử nghe đây trở lại trong một số hình thức khác nhau vào việc lai tạo như những cá thể ban đầu được ghi nhận trong "bầy lớn William" của những năm đầu thế kỷ 19 ở Anh. Những con cừu là những sản phẩm về việc lai rộng rãi với cừu Leicester Anh, một giống cừu nổi tiếng thường xuyên cho ra len màu.

### Thời La Mã
Vào tháng 7 năm 1964, một bản sao điêu khắc Roman của đầu của một con cừu đã được mô tả là đã được khai quật gần Nhà thờ Bibury ở Gloucestershire, Anh. Một bức ảnh của tác phẩm điêu khắc này là trên trang 6 của cuốn sách The Cotswold Sheep (L. V. Gibbings, ed. Publ. 1995 bởi Geerings của Ashford, Ltd, Ashford, Kent). Các giống cừu Cotswold hiện đại là khá ấn tượng. Một số ý kiến cho rằng giống cừu Cotswold là đã có trong Cotswold Hills khi người La Mã đã có khoảng 54 TCN. Truyền thuyết cho rằng có sử dụng được sheepcotes hoặc nếp xây dựng kiên cố và những Cotes đưa tên vào những ngọn đồi: "Cottes-wealds," trong Anglo-Saxon, có nghĩa là tiếp xúc, đồi lộng gió (wealds hoặc wolds) rải rác với Cotes. Do đó người ta nói rằng Hills Cotswold có tên của họ ra khỏi đám đông, mà lần lượt có tên của chúng từ những ngọn đồi.

## Đặc điểm

### Mô tả

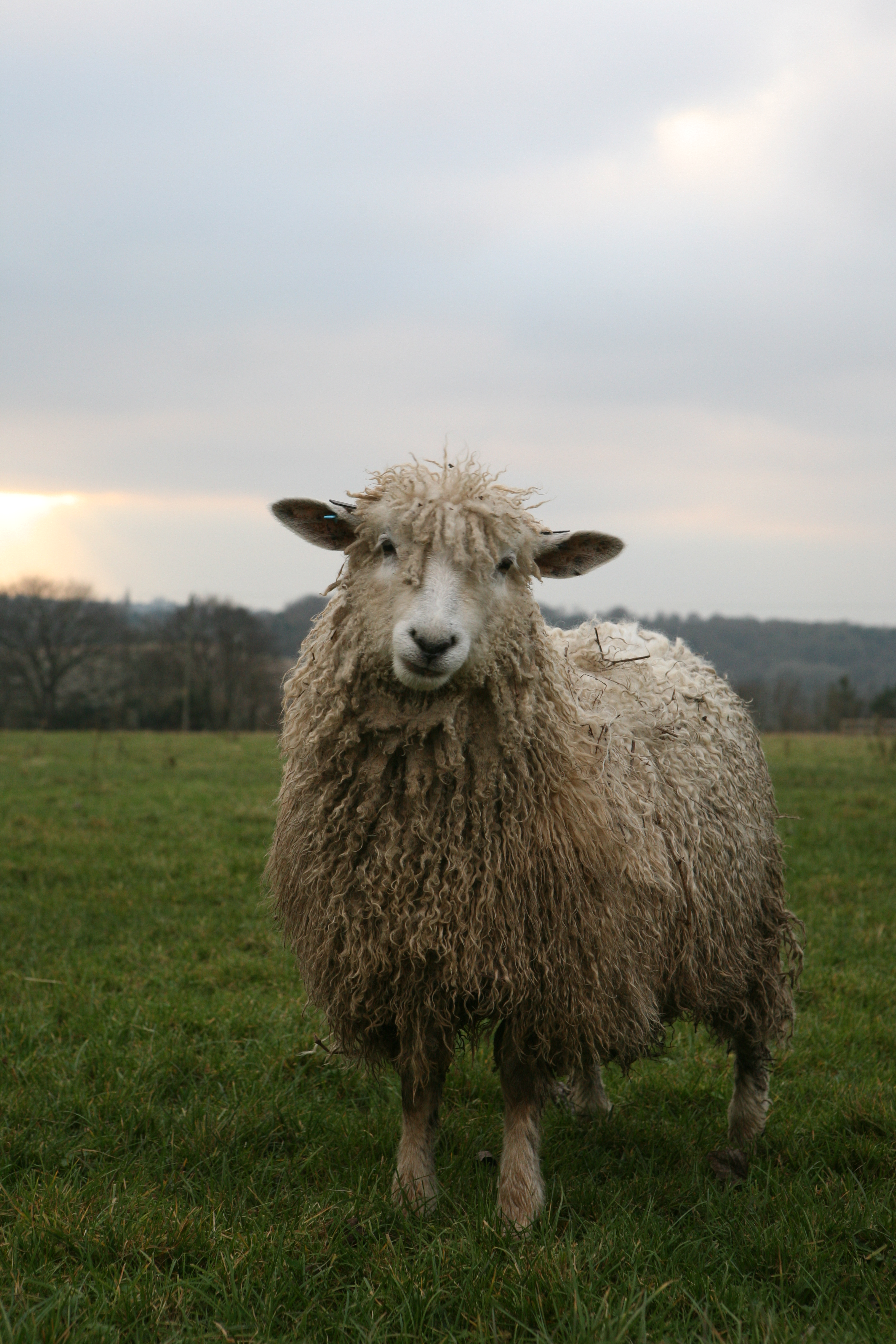
Một con cừu Cotswold

Cừu Cotswold thường điềm tĩnh và thân thiện. Chúng chủ yếu là có khuôn mặt trắng. Đôi khi khuôn mặt có đốm với một số sợi lông màu xám hoặc nâu nhạt, những đốm đen nhỏ được cho phép trên các "điểm" (phần không lông ở chân, tai, và mặt), nhưng len chính nó nên có màu trắng. Những chiếc vó của cừu Cotswold nên có màu đen, nhưng đôi khi vệt ánh sáng không mong muốn hoặc màu mờ. Bệnh thối chân là rất phổ biến ở giống cừu này.
Cừu đực Cotswold thỉnh thoảng có scurs (nhú) nhỏ (rất khuyến khích) nhưng không có con cừu Cotswold có sừng đầy đủ. Cừu Cotswold không có một số bản năng như của nhiều cừu ở phía tây như việc tụm lại thành từng đàn, chúng thích tản ra và chăn thả đồng cỏ kín thống nhất hơn. Một số chủng của giống cừu này không phải là dễ bị ký sinh trùng nội bộ như những giống khác, cung cấp thức ăn gia súc chăn thả gia súc của chúng không quá ngắn.

### Cải tiến
Các con cừu Cotswold hiện tại được coi là một con cừu đang phát triển khá chậm, bởi vì chế độ ăn quá nhiều ngũ cốc thường giết chết nó qua các chứng Polioencephalomalacia (PEM), bệnh thận Mềm, và có sỏi hoặc sỏi niệu (ở cừu đực). Tuy nhiên, các con cừu Cotswold là khá độc đáo trong khả năng của mình để phát triển mạnh nơi mà những giống cừu lông dài khác có thể chết đói. Giống cừu này có thịt rất nhẹ hương vị. Thịt cừu Cotswold có xu hướng có ít có nhiều thịt có hương vị hơn cả thịt cừu non của nhiều giống cừu khác.
Cừu Cotswold đang rất khỏe mạnh khi cai sữa sau khi sinh. Chúng có đầu nhỏ khi sinh, nếu con cừu cái không được cho ăn quá nhiều trong thời gian mang thai, và do đó sẽ dễ dàng sinh ra nhiều hơn một số giống. Hầu hết các con cừu cái Cotswold sản xuất khá nhiều sữa. Đây có thể là một vấn đề nếu cho ăn quá nhiều và chúng chỉ có một con chiên duy nhất ở bên cạnh họ, do bệnh "mềm thận", trừ khi tiêm chủng phòng ngừa được quản lý. Nhưng nó làm tăng ít nhất là khả năng mà bất chấp len dài của chúng, cừu Cotswold có thể là giá trị thử nghiệm với sữa. Cừu Cotswold sống một thời gian dài; nó không phải là lạ lẫm khi nhìn thấy con cừu cái Cotswold cho cặp song sinh mỗi năm cho đến khi sau 10 tuổi.

### Len cừu

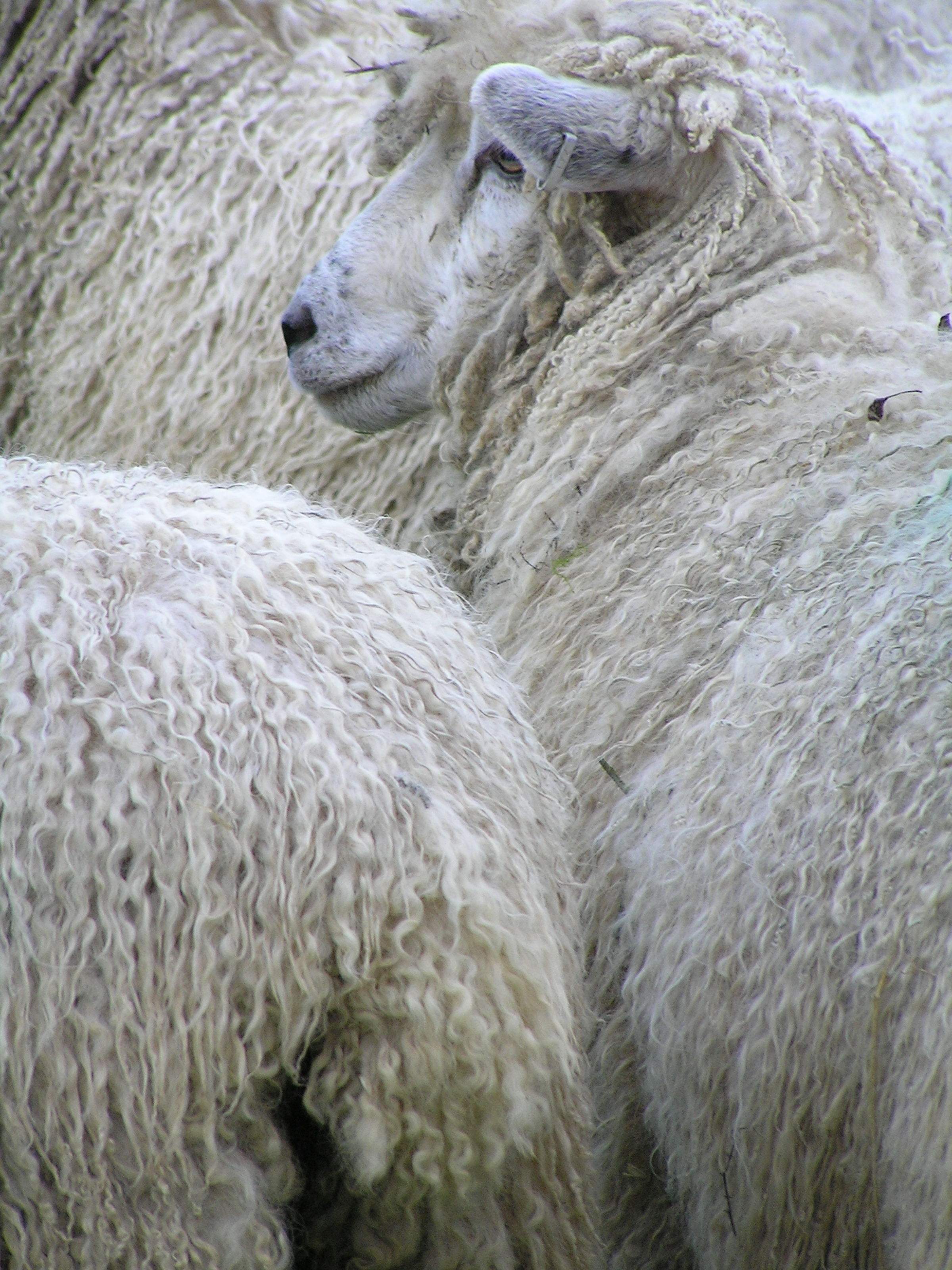
Lông cừu Cotswold

Ngày hôm nay, cừu Cotswold len là đặc biệt sang trọng khi tay chải bằng lược len. Trong len len thật sự có rất ít hoặc không có tạp chất "ngứa", bởi vì tất cả những loại xơ này (khi chúng lớn trên cừu) điểm trong một hướng và cuối từ điểm da của cừu theo hướng khác. Trong thực tế cừu Cotswold len thường được gọi là "mohair nghèo của con người." Len của cừu Cotswold là rất bền, bổ sung bởi công ty dệt kim để là tấm gót chân và ngón chân để cho thêm sức mạnh để vớ, và để khuỷu tay trong áo len tay dệt kim. Khi đeo trong rừng, người ta không rời khỏi mảnh áo len của một người trong bàn chải.
Len đạt kích thước 8-12 inch của sự tăng trưởng trong một năm, và nếu không cạo ngay vào đầu mùa xuân có thể trở nên rối bù. Nó có một số Bradford (quay) từ 36s đến 44s, phổ biến nhất trên 40. Nói chung, càng chặt những lọn lông cừu, các khóa xoăn thường được bán như là vật liệu "Santa Claus Beard". Bởi vì lông chúng rất dài và các bộ phận trên xương sống của cừu, mưa lạnh có thể gây ra vấn đề sức khỏe, mặc dù nhiệt độ thấp và tuyết nặng là không vấn đề cho chúng. Trường hợp phần len dọc theo xương sống, nó có thể cho ruồi cắn da của các con chiên; gia súc hoặc ruồi trâu đã được biết là gây ra vô sinh ở con đực khi chúng xảy ra gần đầu của con cừu.
Một tài liệu viết vào năm 1892, cừu Cotswold là giống duy nhất đã được kết hợp với vải tuyệt vời của vàng trong thời cổ. Thương nhân Florentine sang Anh và đã mua một lượng lớn các sáng bóng, vải lanh như len cho mục đích này, ít nhất là như xa trở lại như thế kỷ 13. Len cừu Cotswold được sử dụng như là một nguyên liệu thay thế cho vải, dệt bằng dây để làm cho hàng may mặc đặc biệt cho các linh mục và các vị vua cổ đại, kỹ thuật dệt cổ xưa này được mô tả trong Exodus 39: 1-3.

## Chăn nuôi
Chúng có tính bầy đàn cao nên dễ quản lý, chúng thường đi kiếm ăn theo đàn nên việc chăm sóc và quản lý rất thuận lợi. Chúng cũng là loài dễ nuôi, mau lớn, ít tốn công chăm sóc. So với chăn nuôi bò thì chúng là vật nuôi dễ tính hơn, thức ăn của chúng rất đa dạng, thức ăn của chúng là những loại không cạnh tranh với lương thực của người. Chúng là động vật có vú ăn rất nhiều cỏ. Hầu hết chúng gặm cỏ và ăn các loại cỏ khô khác, tránh các phần thực vật có gỗ nhiều. Chúng có chế độ hoạt động ban ngày, ăn từ sáng đến tối, thỉnh thoảng dừng lại để nghỉ ngơi và nhai lại. Đồng cỏ lý tưởng cho chúng như cỏ và cây họ Đậu. Khác với thức ăn gia súc, thức ăn chính của chúng trong mùa đông là cỏ khô.
Chúng là loài ăn tạp, có thể ăn được nhiều loại thức ăn bao gồm thức ăn thô xanh các loại như: rơm cỏ tươi, khô, rau, củ quả bầu bí các loại, phế phụ phẩm công nông nghiệp và các loại thức ăn tinh bổ sung như cám gạo ngũ cốc. Mỗi ngày chúng có thể ăn được một lượng thức ăn 15-20% thể trọng. Chúng cần một lượng thức ăn tính theo vật chất khô bằng 3,5% thể trọng. Với nhu cầu 65% vật chất khô từ thức ăn thô xanh (0,91 kg) và 35% vật chất khô từ thức ăn tinh (0,49 kg). Khi cho chúng ăn loại thức ăn thô xanh chứa 20% vật chất khô và thức ăn tinh chứa 90% vật chất khô.
Nguồn nước uống là nhu cầu cơ bản của chúng. Lượng nước cần cho chúng biến động theo mùa và loại và chất lượng thực phẩm mà chúng tiêu thụ. Khi chúng ăn nhiều trong các tháng đầu tiên và có mưa (kể cả sương, khi chúng ăn vào sáng sớm), chúng cần ít nước hơn. Khi chúng ăn nhiều cỏ khô thì chúng cần nhiều nước. Chúng cũng cần uống nước sạch, và có thể không uống nếu nước có tảo hoặc chất cặn. Trong một số khẩu phần ăn của chúng cũng bao gồm các khoáng chất, hoặc trộn với lượng ít.

## Chăm sóc
Sau khi cho phối giống 16-17 ngày mà không có biểu hiện động dục lại là có thể cừu đã có chửa, Căn cứ vào ngày phối giống để chuẩn bị đỡ đẻ cho cừu (thời gian mang thai của cừu 146-150 ngày) nhằm hạn chế cừu sơ sinh bị chết; Có thể bồi dưỡng thêm thức ăn tinh và rau cỏ non cho cừu có chửa nhưng tuyệt đối tránh thức ăn hôi mốc; Khi có dấu hiệu sắp đẻ (bầu vú căng, xuống sữa, sụt mông, âm hộ sưng to, dịch nhờn chảy ra, cào bới sàn…) nên nhốt ở chuồng riêng có lót ổ rơm và chăn dắt gần, tránh đồi dốc.
Thông thường cừu mẹ nằm đẻ nhưng cũng có trường hợp đứng đẻ, tốt nhất nên chuẩn bị đỡ đẻ cho cừu; Sau khi đẻ cừu mẹ tự liếm cho con. Tuy nhiên, vẫn phải lấy khăn sạch lau khô cho cừu con, nhất là ở miệng và mũi cho cừu con dễ thở. Lấy chỉ sạch buộc cuống rốn (cách rốn 4–5 cm), cắt cuống rốn cho cừu con và dùng cồn Iod để sát trùng; Giúp cừu con sơ sinh đứng dậy bú sữa đầu càng sớm càng tốt (vì trong sữa đầu có nhiều kháng thể tự nhiên); Đẻ xong cho cừu mẹ uống nước thoải mái (có pha đường 1% hoặc muối 0.5%).
Cừu con trong 10 ngày đầu sau khi đẻ cừu con bú sữa mẹ tự do; Từ 11-21 ngày tuổi cừu con bú mẹ 3 lần/ngày, nên tập cho cừu con ăn thêm thức ăn tinh và cỏ non, ngon; 80-90 ngày tuổi có thể cai sữa. Giai đoạn này phải có cỏ tươi non, ngon cho cừu con để kích thích bộ máy tiêu hóa phát triển (đặc biệt là dạ cỏ) và bù đắp lượng dinh dưỡng thiếu hụt do sữa mẹ cung cấp không đủ; Cừu sinh trưởng và phát triển nhanh, mạnh ở giai đoạn này.